# 856년

## 연호
- 당(唐) 대중(大中) 10년
- 일본(日本) 사이코(斉衡) 3년

## 기년
- 당(唐) 선종(宣宗) 10년
- 신라(新羅) 문성왕(文聖王) 18년
- 발해(渤海) 대이진(大彝震) 27년

## 탄생
- 이극용 - 중국 당나라말기 황소의 난에서 활약한 군벌.
- 나주(羅州)의 호족(豪族) 오다련(吳多憐)

## 사망
- 신라(新羅)의 문신(文臣) 강여청(姜餘淸)